# TNT Express
Pour les articles homonymes, voir TNT.
TNT Express est une entreprise spécialisée dans les services de livraison express de document, colis et fret palettisé, dont le siège social se situe à Hoofddorp, aux Pays-Bas. TNT était l’opérateur du service de poste national néerlandais sous le nom de TNT Post. Le groupe offrait également des prestations dans huit autres pays européens, incluant le Royaume-Uni, l’Allemagne, l’Italie et la Belgique.
En mars 2012, UPS a réalisé une offre publique d'achat pour toutes les actions de TNT Express, mais a échoué face aux autorités européennes de la concurrence. Le groupe a enregistré des ventes de plus de 6,69 milliards d’euros en 2013.
Depuis mai 2016, TNT Express appartient à  la société FedEx (Federal Express). La compagnie est implantée dans 61 pays, et réalise quotidiennement un million de livraisons partout dans le monde. TNT Express exploite ses propres réseaux routiers et de transport aérien en Europe, au Moyen-Orient et en Afrique, en Asie-Pacifique et dans les Amériques. Sa flotte d’avions est exploitée sous le code IATA TAY (TNT Airways). Ses principaux concurrents sont United Parcel Service (UPS) et DHL.

## Histoire

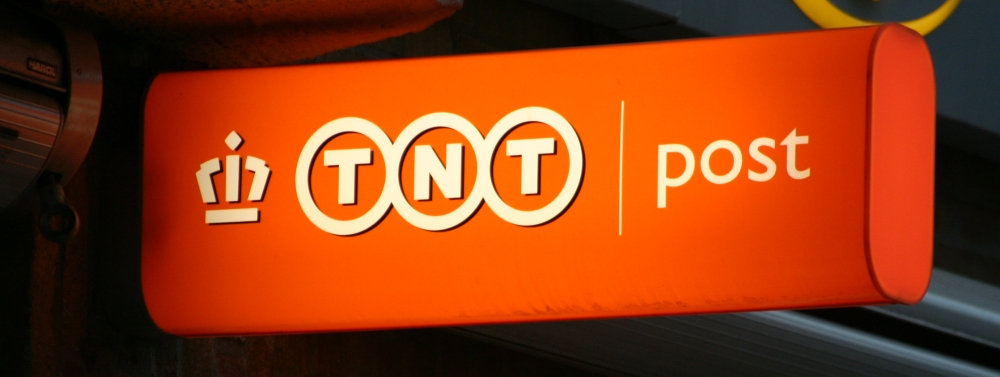
Ancienne dénomination TNT Post, aux Pays-Bas.

Le nom de l'entreprise vient de  Thomas Nationwide Transport, nommé d’après Ken Thomas, un homme d'affaires australien qui, en 1946, a créé son entreprise de transport.
En 1961, TNT est cotée à la bourse de Sydney. En 1967, TNT fusionne avec Alltrans, l'un des principaux groupes privés de transport de marchandises en Australie. Cette fusion permet à TNT d'opérer sa première extension à l'étranger, Alltrans disposant d'une présence substantielle en Nouvelle-Zélande.
En janvier 1983, TNT fait l'acquisition de la compagnie aérienne australienne Skypak un opérateur de fret mondial particulièrement actif sur l'Extreme Orient et la Grande-Bretagne.
En 1983, TNT annonce le rachat de la branche européenne d'Ipec, une entreprise de messagerie routière pan-européenne disposant de fortes implantations en Grande-Bretagne et en Italie. Avant d'intégrer le groupe TNT, Ipec avait acquis la société hollandaise Gelders-Spetra ainsi que le britannique Sayers Transport Ltd.
En mars 1988 TNT rachète la compagnie de fret aérien Air de Cologne dont les activités couvrent essentiellement les pays scandinaves.
En 1988 TNT fait l'acquisition de XP Express Parcel Systems un intégrateur air/route dont les activités couvrent 18 pays européens.
En 1991, TNT finalise le rachat de l'espagnol Unitransa, une société de messagerie domestique.
TNT est acquis par Postes Canada et un consortium d’opérateurs postaux européens en 1992. Quatre ans plus tard, Koninklijke PTT Nederland (KPN) met la main sur TNT, qui devient TNT Post Group (TPG) en 1998. TPG reprend son nom d’origine, TNT, en 2005.
En 1997, TNT fait l'acquisition de l'italien Traco (Tra.Co. S.p.A) pour 206,5 millions d'euros. Fondée en 1964 par Luigi Giribaldi, Traco fut le premier service historique de courrier express en Italie. En 1998, TNT Traco rachète Rinaldi Group, une entreprise italienne qui offre des services postaux aux institutions financières et aux compagnies de services de la région milanaise. Traco poursuit son activité sous le nom de TNT Express Italie à partir de 1999. En 2006 TNT Italie acquiert TWM Italia, une société spécialisée dans la distribution de courrier publicitaire.
Le 15 décembre 1998, TNT acquiert le français Jet Services SA. Le chiffre d'affaires de Jet Services atteignait 1,975 milliard de francs en 1997. Début 1998, Jet Services renforça considérablement sa position en Allemagne avec l'acquisition de Nacht service Verteiler (NVS), numéro un allemand de la livraison express de nuit de pièces détachées pour l'industrie. Le chiffre d'affaires d'NVS atteignait 520 millions de francs en 1997. À la suite de cette acquisition, le total des revenus de Jet Services atteignait près de 3 milliards de francs en 1999. Lors de son rachat par TNT, Jet Services comptait 2 850 employés travaillant pour 35 000 clients en France, en Allemagne, en Belgique, aux Pays-Bas, au Royaume-Uni, en Hongrie et en Suisse. Chaque jour Jet Services traitait 350 000 envois express à l'aide d'un vaste réseau routier et de trois avions. Jet Services avait 120 dépôts en Europe, dont 94 en France.
En 1999, TNT fait l'acquisition du portugais Tranjato, une des principales sociétés de transport express du pays avec un chiffre d'affaires annuel de 4,99 millions d'euros. Les 160 salariés et les 5 dépôts de l'entreprise traitent quotidiennement quelque 1 500 envois.
Le 9 juin 2005, TNT acquiert la société de distribution express nationale slovène « Door-to-Door ». Fondée en 1991 et employant lors de son rachat plus de 200 personnes Door-to-Door exploite un hub, sept dépôts et une flotte de 119 véhicules à partir de son siège principal à Ljubljana.
Le 6 décembre 2005, TNT annonce l'acquisition de l'espagnol TG +. Troisième opérateur de colis industriels en Espagne. Lors de son rachat par TNT, TG + générait (sous-traitants compris) environ 120 millions d'euros de revenus, employait 2 600 personnes et exploitait 57 dépôts dans toute l'Espagne. Sa flotte comptait plus de 900 véhicules de livraisons, et près de 140 camions de liaisons inter-dépôts. TG + est le résultat de la fusion entre Transcamer et Gomez, qui a eu lieu en 2003. À la suite de l'intégration de TG +, TNT Express comptait en Espagne plus de 4 000 salariés et 70 dépôts pour servir plus de 25 000 clients. Cette transaction consolida sa deuxième position sur le marché.
Au cours de l'été 2006, TNT rachète les activités de courrier et logistique du britannique JD Williams. L'achat comprend 194 employés ainsi que 2 200 coursiers indépendants qui traitent chaque année environ 12 millions de colis. Lors de la transaction, TNT signe également un contrat afin de continuer à distribuer les colis de JD Williams pendant dix ans. Cette acquisition permet à TNT d'atteindre une couverture de 80 % du territoire du Royaume-Uni.
Le 1er septembre 2006, TNT annonce l'acquisition d'ARC India Limited, une des principales sociétés de livraison express en Inde qui opère sous le nom commercial Speedage Express Services Cargo. Fondée en 1995 et avec un chiffre d'affaires annuel de 17 millions d'euros au cours de l'exercice 2005/2006, Speedage dispose d'une liste importante de clients qui inclut des acteurs mondiaux. Cette acquisition ajouta 514 dépôts, 26 centres de transit, 730 véhicules et 1 195 employés aux ressources existantes de TNT dans le pays. Les revenus combinés de TNT et de Speedage en Inde après cette acquisition furent proches de 100 millions d'euros en 2007.
Le 29 septembre 2006, TNT signe un accord de transfert d'actions avec le Groupe chinois Hoau basé à Shanghai, pour acquérir son activité de transport routier et de fret à l'échelle nationale. Grâce à cette acquisition, TNT devient le plus grand réseau privé de transport de fret et de colis en Chine.
Le 10 janvier 2007, TNT annonce l'acquisition de Expresso Mercúrio SA, leader sur le marché brésilien de l'express domestique. Lors de son acquisition par TNT, Mercúrio détenait 15 % de part de marché. En 2006, ses revenus se sont chiffrés à environ 190 millions d'euros. Mercúrio a développé le plus grand réseau au Sud et Sud-Est du Brésil reliant 3 300 villes et a étendu sa portée dans le Nord depuis 2004 afin d'accomplir son ambition de couverture nationale. Lors de son rachat, la société emploie plus de 6 000 employés et dispose d'un réseau bien développé avec 101 dépôts et 2 044 véhicules. En mai 2007, TNT annonce son intention de sortir de la cotation de la place de New York.
Le 16 février 2009, TNT annonce l'acquisition de LIT Cargo, une société leader de la livraison express au Chili. L'acquisition donne a TNT un solide réseau routier national au Chili et renforce sa position sur le marché domestique de livraison express du pays. En outre, il ajoute un élément clé pour le développement de son réseau routier d'Amérique du Sud (SARN). LIT Cargo est une société express familiale qui a été fondée en 1952. Lors de son rachat par TNT, la société exploite un réseau national, hautement automatisé, comprenant 55 dépôts, 496 véhicules et emploie 1 500 personnes.
Le 28 avril 2009, TNT annonce l'acquisition du Brésilien Araçatuba Expresso Transportes e Logística SA, un partenaire clé des prestations de TNT Mercúrio dans les régions du nord et du centre ouest du Brésil depuis 2001. Cette acquisition est une étape logique à la construction d'un réseau pan-brésilien. En plus de renforcer la position de TNT sur le marché intérieur brésilien, il fournit une base pour la poursuite du développement des flux de transport entre le Brésil, le Chili et l'Argentine. Basée à Sao Paulo Expresso Araçatuba est une entreprise familiale fondée en 1952. Avant son rachat, en 2008, la société a réalisé un chiffre d'affaires d'environ 101,6 millions d'euros, employant environ 2 200 personnes et exploitant 1 000 véhicules et 40 dépôts.

### Scission du groupe TNT NV

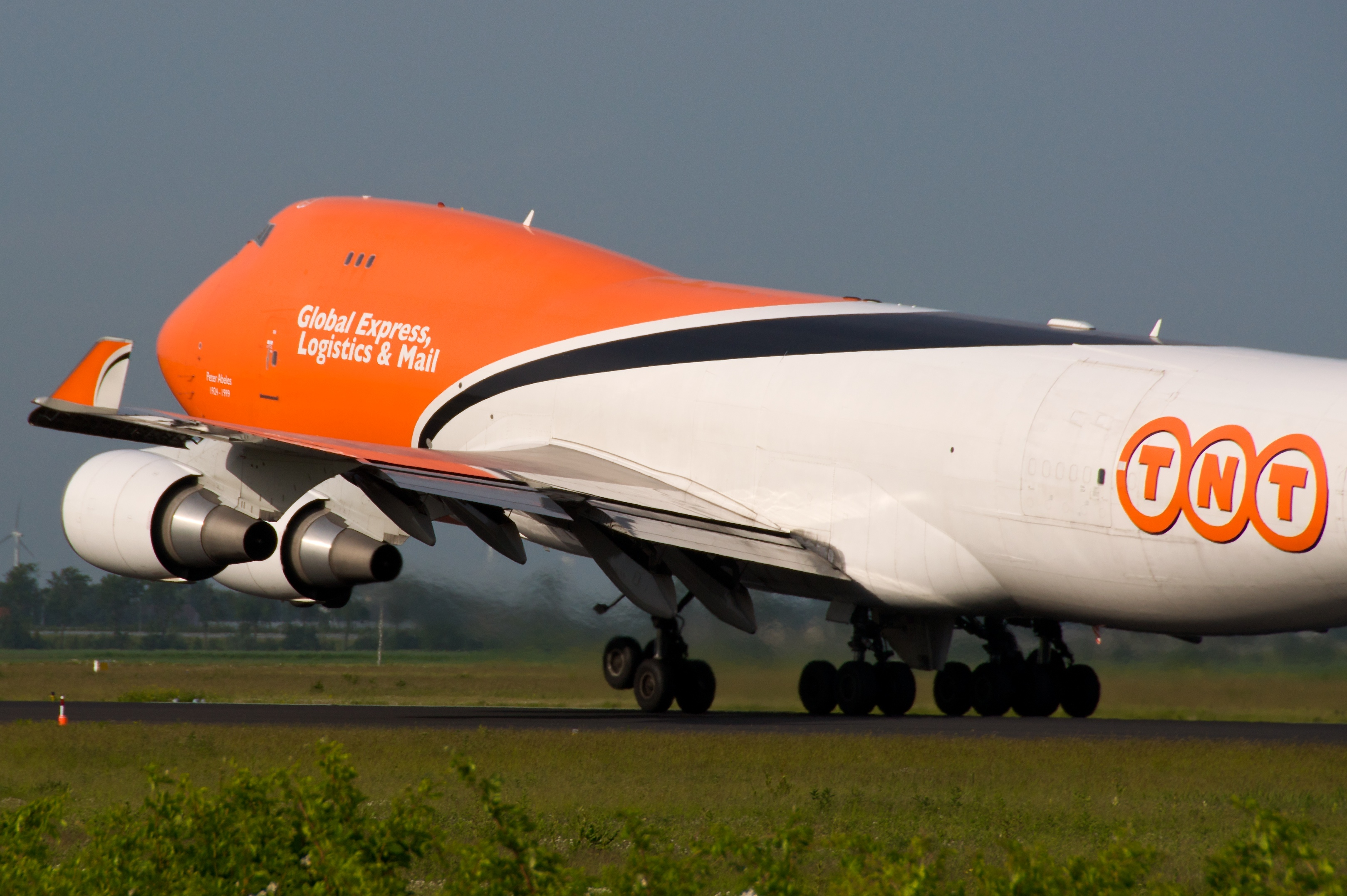
Un Boeing 747-400 aux couleurs de TNT, juste après son décollage de l’aéroport d'Amsterdam-Schiphol.

Le 25 mai 2011, le groupe TNT NV est scindé en deux sociétés distinctes cotées en bourse : TNT Express, et PostNL. Cette scission a été motivée par des synergies limitées entre les deux activités et des perspectives d'évolutions différentes : « La séparation permettra une plus grande concentration, une meilleure transparence, et offrira deux possibilités de placement distinctes pour les actionnaires », selon un porte-parole de l’ancien groupe TNT.
La division postale a souffert du déclin des volumes postaux sur le marché néerlandais, face notamment à la montée fulgurante de l’Internet et du courriel dans les années 2000. La nouvelle société autonome TNT Express souhaite ainsi se concentrer sur la livraison rapide de colis, un marché en forte croissance, en misant sur l’agrandissement de ses réseaux de distribution en Europe, et dans les pays émergents comme la Chine, l’Inde, et ceux d’Amérique du Sud.
La date du 26 mai 2011 marque également l’entrée en bourse des deux nouvelles sociétés à l’Euronext. PostNL a reçu lors de la scission près d’un tiers des actions de TNT Express. En décembre 2013, PostNL a vendu près de 82 millions de ces parts — soit une participation de 15 % — pour 6,20 euros chacune. La somme de 507 millions d’euros est utilisée pour réduire la dette de l’opérateur postal néerlandais. L’opérateur postal des Pays-Bas détient toujours une participation de 14,8 % dans TNT Express.

### Tentative de rachat par UPS
Le 19 mars 2012, UPS a confirmé avoir lancé une offre publique d'achat de TNT Express pour 5,16 milliards d’euros, mais l’entreprise américaine est contrainte d’y renoncer en janvier 2013 après l’avis défavorable de la Commission européenne, qui y voyait des effets néfastes sur la concurrence.
Alors que la multinationale FedEx avait clairement refusé d’acquérir des parts de TNT Express, la solution du rachat par DPD, une filiale du groupe français La Poste, a dû elle aussi être écartée, car le groupe n’aurait pas été capable de rivaliser avec ses concurrents selon la Commission européenne.
Le 1er novembre 2013, TNT Express finalise la vente de ses activités routières domestiques en Chine (Hoau) aux fonds de private equity sous la direction de Citic PE. TNT Express continuera à développer son service de livraison express international à destination et en provenance de Chine, qui repose sur un réseau de 36 dépôts et trois passerelles internationales à Pékin, Shanghai et Shenzhen.
Le 5 mai 2016, TNT Express annonce la cession de sa filiale de distribution de nuit TNT Innight à la société de private equity Special Situations Venture Partners III, afin de se concentrer sur ses activités centrales. TNT Innight fournit des services de distribution de nuit en Europe dans les secteurs de l'automobile, de l'agriculture ou encore de l'ingénierie. À la suite de son acquisition, TNT Innight est renommée NOX Nachtexpress.
Le 25 mai 2016, dans le cadre de la reprise de TNT par FedEx, le Groupe ASL Aviation a acquis les activités de transport aérien de TNT Express, composées des compagnies TNT Airways (Belgique) et Pan Air Líneas Aéreas (Espagne). Les deux compagnies aériennes seront respectivement renommées ASL Airlines Belgium et ASL Airlines Spain.

### Acquisition par FedEx

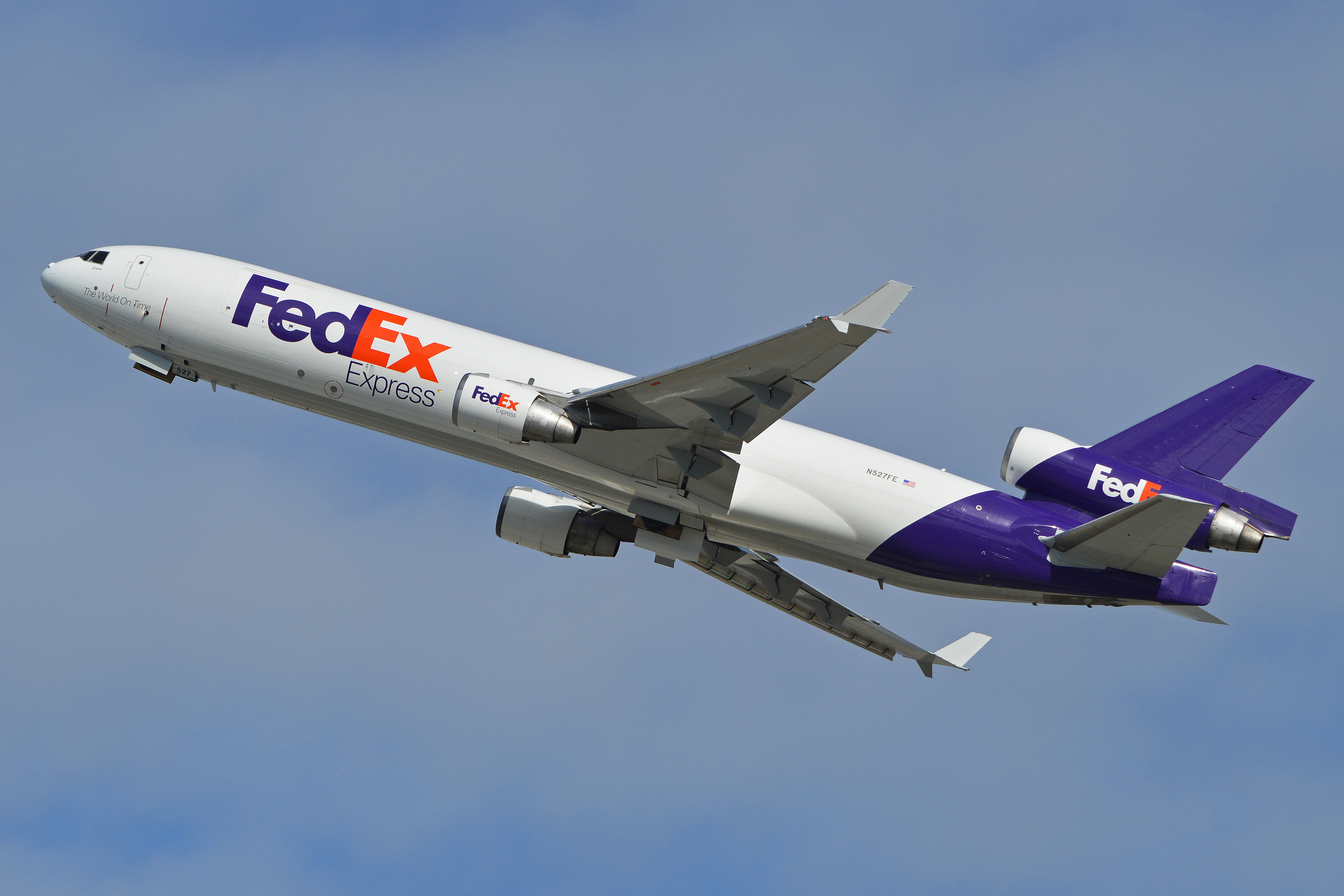
Un MD11 de FedEx au décollage.

- 7 avril 2015 : FedEx lance une offre d'acquisition sur TNT Express pour 4,4 milliards d'euros[34],[35].
- 24 novembre 2015 : Les États-Unis donnent leur feu vert à la fusion entre FedEx et TNT Express[36].
- 8 janvier 2016 : La commission européenne approuve sans conditions l'acquisition de TNT Express par FedEx[37].
- 2 février 2016 : Le Brésil donne son accord inconditionnel à la fusion de FedEx et TNT Express[38].
- 29 avril 2016 : La Chine donne son accord à l'acquisition de TNT Express par FedEx[39].
- 18 mai 2016 : FedEx annonce détenir 88,4 % du capital du groupe néerlandais de messagerie TNT Express au terme de l'OPA lancée sur son rival en avril 2015[40].
- 25 mai 2016 : FedEx officialise son rachat de TNT Express pour 4,4 milliards d'euros[41].

## Administration
Depuis la scission du groupe TNT NV en mai 2011, la femme d’affaires française Marie-Christine Lombard (en) occupait le poste de présidente de TNT Express. En septembre 2012, elle démissionne pour rejoindre le groupe Geodis. Son départ en période de turbulences a été vivement critiqué par le conseil d’administration du groupe néerlandais, si bien que ce dernier a mené une action en justice contre son ancienne présidente. Bernard Bot, le directeur financier de l’entreprise, a assuré la présidence par intérim jusqu’à la nomination de Tex Gunning, devenue effective le 1er juin 2013.
Bernard Bot lui-même, dont le mandat de directeur financier prend fin en 2015, quittera la société de livraison dans le cadre d’une restructuration majeure du groupe. Cette annonce a été réalisée en avril 2014, quelques semaines après qu’une nouvelle équipe de gestion a été mis en place.
En mai 2016, à la suite de l'acquisition de TNT Express par FedEx, David Binks président de FedEx Express Europe devient CEO de TNT Express. En parallèle, le siège européen de FedEx Express jusqu'alors basé à Bruxelles est transféré à Hoofddorp en Hollande dans le siège historique de TNT Express.

## Situation financière
Dans l’année qui suit la scission en 2011, TNT Express emploie 77 500 personnes. Son chiffre d’affaires s’élève alors à 7,3 milliards d’€, et le groupe subit une perte nette de 272 millions d’€. Les résultats sont principalement affectés par des problèmes au Brésil. TNT a en effet fait l’acquisition en 2007 de l’entreprise brésilienne Expresso Mercurio et de son partenaire de livraison Expresso Araçatuba en 2009, mais a depuis toujours eu des difficultés avec l'intégration de ces entreprises à son groupe. Cette situation a coûté près de 120 millions d’euros à TNT en 2011.
À la suite de ces pertes et de l’échec de l’acquisition de TNT Express par UPS, l'entreprise annonce en mars 2013 la suppression de près de 4 000 postes sur les trois prochaines années, majoritairement en Europe, représentant une perte de 6 % de son effectif total. TNT cherche avant tout à réduire ses coûts d’opération et à augmenter sa productivité. Poursuivant une volonté de se concentrer à nouveau sur l’Europe, l’entreprise a vendu en novembre 2013 ses activités routières chinoises à des fonds de capital-investissement sous la direction de CITIC PE. TNT Express a également tenté de vendre les activités qu’elle détenait au Brésil, mais a finalement décidé de mettre fin aux discussions en janvier 2014, jugeant qu’il lui était « impossible de réaliser une transaction dans des conditions acceptables ».
Le groupe néerlandais a mis en place un plan de restructuration pour atteindre les 240 millions d’euros d’économie d'ici 2015.
| Année | Chiffre d'affaires (en milliards d'euros) | Revenus d’exploitation (en millions d'euros) | Résultat net (en millions d'euros) |
| ----- | ----------------------------------------- | -------------------------------------------- | ---------------------------------- |
| 2010  | 7,53                                      | 180                                          | 66                                 |
| 2011  | 7,246                                     | 105                                          | 272                                |
| 2012  | 7,237                                     | 89                                           | 81                                 |